# コスモス通り (郡山市)
コスモス通り（こすもすどおり）は、福島県郡山市西部の住宅地を南北に貫く道路である。

## 概要
1984年（昭和59年）に郡山市西部で開始された中谷地土地区画整理事業に合わせて、南北方向の幹線道路として整備された。その後、郡山南インター線まで開通したことにより交通量が増加し、沿線は郊外型の店舗が立ち並ぶ地域となった。郡山南インター線から静御前通りまでの区間は片側2車線化されている。
正式名は全区間が都市計画道路川田大徳南線でまた静御前通りより北側が郡山市道1-69号静町大徳南線、南側が郡山市道1-76号牛庭大槻線。
道路標識上は、三穂田町川田の郡山南インター線交差点から北側のうねめ通りまでの区間が「コスモス通り」だが、一般には郡山南インター線から南側の区間についても同様に呼ばれることが多い。
2006年（平成18年）には須賀川市道5337号線と接続する区間までが開通し、須賀川市西部まで道一本で結ばれた。

## 道路施設
- 川田大橋
  - 全長：43.1m
  - 幅員：12.8m
  - 竣工：2003年[3]

三穂田町川田字南下川原から三穂田町川田3丁目に跨り、一級水系阿武隈川水系笹原川を渡る。
- 川田橋
  - 全長：19.4m
  - 幅員：23.8m
  - 竣工：1995年[3]

三穂田町川田2丁目から大槻町字向原に跨り、一級水系阿武隈川水系南川放水路を渡る。
- 御前南橋
  - 全長：14.3m
  - 幅員：25.0m
  - 竣工：2002年[3]

御前南4丁目から5丁目に跨り、一級水系阿武隈川水系南川を渡る。
- 小山田橋
  - 全長：9.7m
  - 幅員：12.0m
  - 竣工：1996年[3]

大槻町字土瓜から字小山田前に跨り、一級水系阿武隈川水系逢瀬川支流の亀田川を渡る。

## 交差する主な道路
- 郡山南インター線
- 静御前通り
- 福島県道6号郡山湖南線
- 新さくら通り
- うねめ通り

## 沿線
- 郡山カルチャーパーク
- 郡山総合地方卸売市場
- ヨークベニマルコスモス通り店
- 静団地
- ヨークベニマル希望ヶ丘店
- 希望ヶ丘団地